# Шёнберг, Арнольд

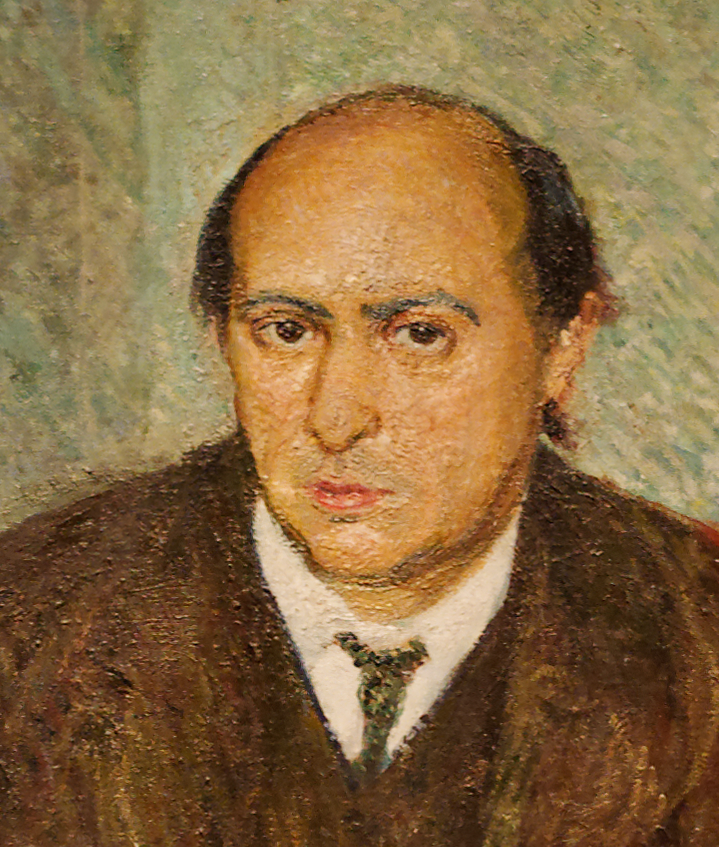
Портрет Арнольда Шёнберга. Рихард Герстль, 1905

Арнольд Франц Вальтер Шёнберг (нем. Arnold Franz Walter Schoenberg, изначально Schönberg; 13 сентября 1874 — 13 июля 1951) — австрийский и американский композитор, педагог, музыковед, дирижёр, публицист. Крупнейший представитель музыкального экспрессионизма, основоположник новой венской школы, автор таких техник, как додекафония (12-тоновая) и серийная техника.

## Биография
Арнольд Шёнберг родился 13 сентября 1874 года в венском квартале Леопольдштадт (бывшем еврейском гетто) в еврейской семье. Его мать Паулина Наход (1848—1921), уроженка Праги, была учительницей фортепиано. Отец Самуил Шёнберг (1838—1889), родом из Пресбурга (куда его отец перебрался из Сеченя), был владельцем магазина. Арнольд был в основном музыкантом-самоучкой, бравшим только уроки контрапункта у своего шурина Александра фон Цемлинского (в 1901 году Шёнберг женился на сестре Цемлинского Матильде).
В 1901—1903 годах жил в Берлине, вёл класс композиции в Консерватории Штерна. В 1903 году вернулся в Вену, где работал преподавателем в одной из музыкальных школ.
Первым публично исполненным сочинением композитора был созданный в 1897 году Струнный квартет D-dur (без обозначения опуса), прозвучавший в венском Музикферейне 20 декабря 1898 года. Двадцатилетним молодым человеком Шёнберг зарабатывал на жизнь оркестровкой оперетт, параллельно трудясь над своими сочинениями в традициях немецкой музыки конца XIX века, наиболее известным из которых оказался струнный секстет «Просветлённая ночь», ор. 4 (1899).
Те же традиции он развивал в поэме «Пеллеас и Мелизанда» (1903), оратории «Песни Гурре» (1911), Первом струнном квартете (1905). Имя Шёнберга начинает завоёвывать известность. Его признают такие видные музыканты как Густав Малер и Рихард Штраус. С 1904 года он начинает частное преподавание гармонии, контрапункта и композиции. Следующим важным этапом в музыке Шёнберга стала его Первая камерная симфония (1906).
Летом 1908 года жена Шёнберга Матильда оставила его, влюбившись в художника Рихарда Герстля. Несколько месяцев спустя, когда она вернулась к мужу и детям, Герстль покончил жизнь самоубийством. Это время совпало для Шёнберга с пересмотром его музыкальной эстетики и кардинальным изменением стиля. Он создаёт первые атональные сочинения, романс «Ты прислонилась к серебристой иве» («Du lehnest dich wieder zu einen Weinenbaum an») и наиболее революционное из своих ранних сочинений — Второй струнный квартет, ор.10 (1907—1908), где в финале добавляет голос, сопрано, положив на музыку стихи Штефана Георге. В «Пяти пьесах для оркестра» ор.16 (1909) впервые применяет своё новое изобретение — метод темброво-раскрашенной мелодии (Klangfarbenmelodie).
Летом 1910 года Шёнберг пишет свой первый важный теоретический труд «Учение о гармонии» («Harmonielehre»). Затем создаёт вокально-инструментальный цикл «Лунный Пьеро», op. 21 (1912) на стихи Альбера Жиро, используя технику Sprechgesang — вокальной рецитации, средней между чтением и пением. В 1910-х годах его музыка была популярна в Берлине в среде экспрессионистов, её исполняли на собраниях литературного «Нового клуба».
В начале 1920-х годов он изобретает новый «метод композиции с 12 соотнесёнными между собой тонами», широко известный как «додекафония», впервые пробуя его в своей Серенаде ор. 24 (1920—1923). Этот метод оказался самым влиятельным для европейской и американской классической музыки XX века.
До 1925 года Шёнберг жил в основном в Вене. В 1925 году он стал профессором композиции в Берлине в Прусской академии искусств.
В 1933 году после прихода к власти нацистов Шёнберг эмигрировал в США, где преподавал сначала в Консерватории Малкина в Бостоне, с 1935 года — в Университете Южной Калифорнии, с 1936-го — в Калифорнийском университете в Лос-Анджелесе.
Одним из самых значительных достижений Шёнберга стала его незавершённая опера на библейский сюжет «Моисей и Аарон», начатая ещё в начале 1930-х годов. Вся музыка оперы строится на одной 12-звучной серии. Главная партия Моисея исполняется чтецом в манере Sprechgesang, роль Аарона поручена тенору.

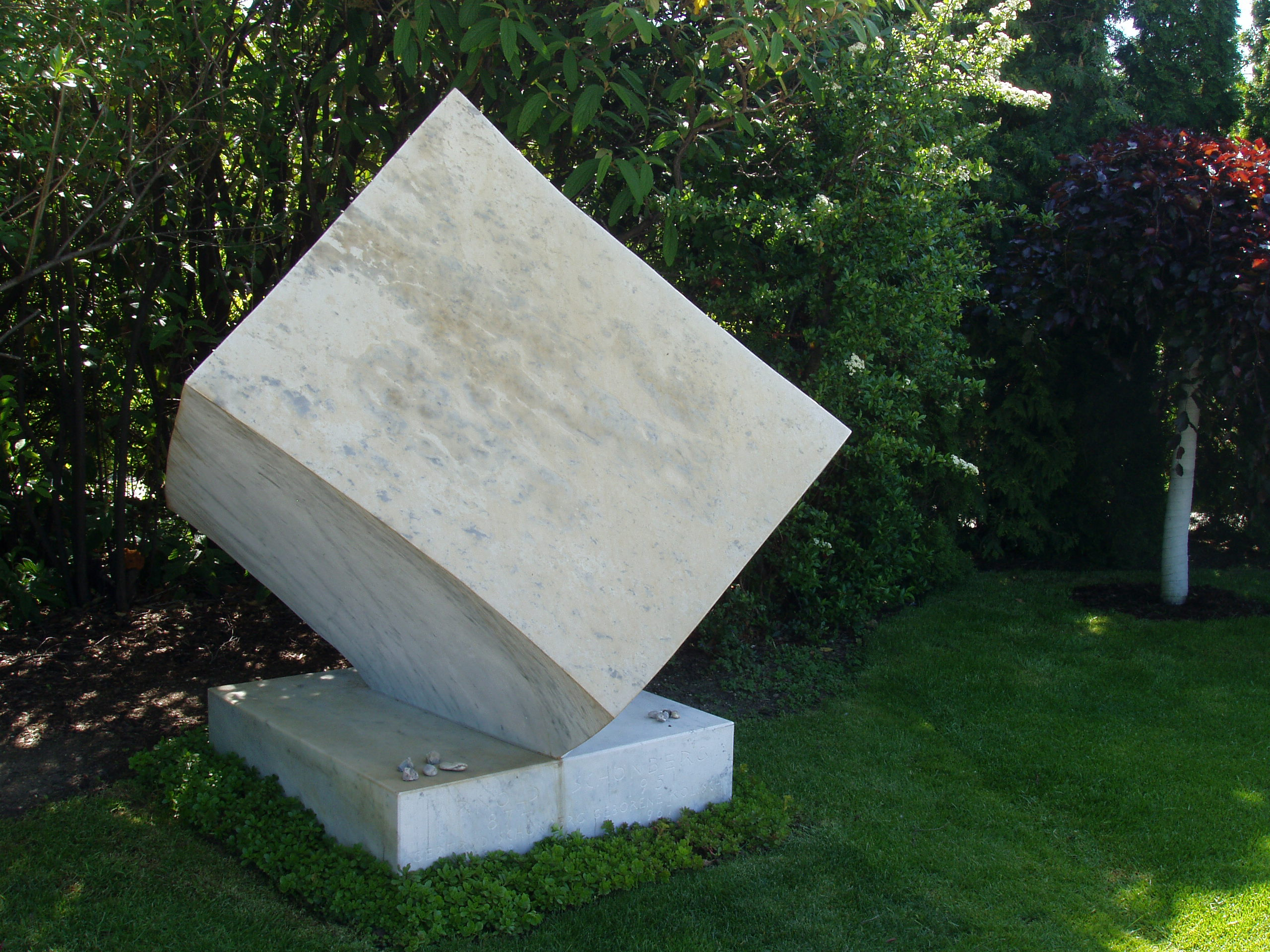
Могила Шёнберга на Центральном кладбище Вены

В течение всей жизни Шёнберг вёл активную педагогическую деятельность и воспитал целую плеяду композиторов. Наиболее выдающиеся из них Антон Веберн, Альбан Берг, Эрнст Кшенек, Стефания Туркевич, Ханс Эйслер, Роберто Герхард. Шёнберг создал и возглавил целую композиторскую школу, известную под названием «новая венская школа». Хауэр свои ранние произведения писал под влиянием атональной музыки Шёнберга. В 1935 году, уже в Калифорнии, его частным учеником становится Джон Кейдж.
Одновременно с преподаванием, сочинением музыки, организацией концертов и выступлением в них в качестве дирижёра Шёнберг был также автором множества книг, учебников, теоретических исследований и статей. Кроме всего прочего он писал картины, отличавшиеся оригинальностью.
Скончался 13 июля 1951 года в Калифорнии. Похоронен на Центральном кладбище Вены.
В честь Шёнберга назван кратер на Меркурии. Изображен на австрийских почтовых марках 1974 и 2024 годов.

## Интересные факты
Арнольд Шёнберг страдал трискаидекафобией. Именно поэтому последняя его опера носит название «Моисей и Арон» («Moses und Aron») вместо корректного «Моисей и Аарон» («Moses und Aaron»): число букв во втором названии равно тринадцати. Он родился 13-го числа, что всю жизнь считал дурным предзнаменованием, и 13-го же числа умер. Однажды он наотрез отказался взять в аренду дом под номером 13 и боялся того дня, когда ему исполнится 76, потому что в сумме эти цифры составляют пресловутое число 13. Согласно легенде, в последний день жизни 13 июля 1951 года он весь день пролежал в постели, предчувствуя приближающуюся смерть. Жена композитора пыталась уговорить его встать и «прекратить эти глупости», и каково же было её потрясение, когда тот лишь вымолвил слово «гармония» и умер. Арнольд Шёнберг скончался в 11:47 вечера, за 13 минут до полуночи.
В 1898 году Шёнберг перешёл в протестантство. В 1933 году прошёл в синагоге в Париже обряд возвращения в иудаизм.
С началом Первой мировой войны писал в письме к Альме Малер-Верфель: «У меня открылись глаза на то, почему у меня всегда было столько чувств против иностранцев. Мои друзья знают, я им это часто говорил: я никогда не мог найти ничего хорошего в иностранной музыке. Она всегда казалась мне выдохшейся, пустой, отвратительно слащавой, изолгавшейся и неумелой. Без исключения. Теперь я знаю, кто такие французы, англичане, русские, бельгийцы, американцы и сербы: черногорцы! Это мне уже давно сказала музыка. Я был удивлён, что не все чувствовали то же, что и я. Эта музыка уже давно была объявлением войны, нападением на Германию. Но теперь наступает время платить по счетам! Теперь мы снова возьмём в рабство всех этих посредственных создателей китча, и они должны будут прославлять немецкий дух и молиться немецкому богу».

## Семья
Первая жена композитора Матильда Цемлинская умерла в октябре 1923 года, а в августе следующего года Шенберг женился на Гертруде Колиш (1898—1967), сестре своего ученика, скрипача Рудольфа Колиша. У них было трое детей: Нурия Доротея (род. 1932), Рональд Рудольф (род. 1937) и Лоуренс Адам (род. 1941).
Дочь Нурия Шёнберг была с 1955 года замужем за композитором Луиджи Ноно.

## Сочинения
- 2 Gesänge (2 Песни) для баритона и фортепиано, op. 1 (1897—1898)
- 4 Lieder (4 Песни) для голоса и фортепиано, op. 2 (1899)
- 6 Lieder (6 Песен) для голоса и фортепиано, op. 3 (1899/1903)
- «Verklärte Nacht» («Просветлённая ночь»), op. 4 (1899)
- «Песни Гурре» для солистов, хора и оркестра (1900, оркестровка 1911)
- «Pelleas und Melisande», («Пеллеас и Мелисанда») op. 5 (1902/03)
- 8 Lieder (8 Песен) для сопрано и фортепиано, op. 6 (1903/05)
- Первый струнный квартет, D minor, op. 7 (1904/05)
- 6 Lieder (6 Песен) with orchestra, op. 8 (1903/05)
- Kammersymphonie no. 1 (Первая камерная симфония), op. 9 (1906)
- Второй струнный квартет, фа-диез минор (с сопрано), op. 10 (1907/08)
- 3 Stücke (3 Пьесы) для фортепиано, op. 11 (1909)
- 2 Balladen (2 Баллады) для голоса и фортепиано, op. 12 (1906)
- «Friede auf Erden» («Мир на земле») для смешанного хора, op. 13 (1907)
- 2 Lieder (2 Песни) для голоса и фортепиано, op. 14 (1907/08)
- 15 Gedichte aus Das Buch der hängenden Gärten

(15 стихотворений из «Книги висячих садов» Штефана Георге), op. 15 (1908/09)
- Fünf Orchesterstücke (Пять пьес для оркестра), op. 16 (1909)
- «Erwartung» («Ожидание») Монодрама для сопрано и оркестра, op. 17 (1909)
- «Die Glückliche Hand» («Счастливая рука»)

Драма с музыкой для хора и оркестра, op. 18 (1910/13)
- Три маленькие пьесы для камерного оркестра (1910)
- Sechs Kleine Klavierstücke (6 Маленьких пьес) для фортепиано, op. 19 (1911)
- «Herzgewächse» («Побеги сердца») для сопрано и ансамбля, op. 20 (1911)
- «Pierrot lunaire» («Лунный Пьеро») 21 мелодрама

для голоса и ансамбля на стихи Альбера Жиро, op. 21 (1912)
- 4 Lieder (4 Песни) для голоса и оркестра, op. 22 (1913/16)
- 5 Stücke (5 Пьес) для фортепиано, op. 23 (1920/23)
- Serenade (Серенада) для ансамбля и баритона, op. 24 (1920/23)
- Suite (Сюита) для фортепиано, op. 25 (1921/23)
- Духовой квинтет, op. 26 (1924)
- 4 Stücke (4 Пьесы) для смешанного хора, op. 27 (1925)
- 3 Satiren (3 Сатиры) для смешанного хора, op. 28 (1925/26)
- Suite, op. 29 (1925)
- Третий струнный квартет, op. 30 (1927)
- Variations for Orchestra, op. 31 (1926/28)
- «Von heute auf morgen» («С сегодня на завтра»)

одноактная опера для 5 голосов и оркестра, op. 32 (1929)
- 2 Stücke (2 Пьесы) для фортепиано, op. 33a (1928) & 33b (1931)
- Begleitmusik zu einer Lichtspielszene

(Музыка к киносцене) для оркестра, op. 34 (1930)
- 6 Stücke (6 пьес) для мужского хора, op. 35 (1930)
- Скрипичный концерт, op. 36 (1934/36)
- Четвёртый струнный квартет, op. 37 (1936)
- Камерная симфония № 2, op. 38 (1906/39)
- «Kol nidre» («Все обеты») для хора и оркестра, op. 39 (1938)
- Вариации на «Речитатив» для органа, op. 40 (1941)
- «Ода Наполеону» (Ode to Napoleon Buonaparte) для голоса и фортептанного квинтетa, op. 41 (1942)
- Фортепианный концерт, op. 42 (1942)
- Тема с вариациями для духового оркестра, op. 43a (1943)
- Тема с вариациями для симфонического оркестра, op. 43b (1943)
- «Прелюдия к Исходу» (Prelude to «Genesis») для хора и оркестра, op. 44 (1945)
- Струнное трио, op. 45 (1946)
- «Уцелевший из Варшавы» (A Survivor from Warsaw), op. 46 (1947)
- Фантазия для скрипки с фортепиано, op. 47 (1949)
- 3 песни для низкого голоса и фортепиано op. 48 (1933—1943)
- 3 народные песни для хора, op. 49 (1948)
- «Трижды тысяча лет» (Dreimal tausend Jahre) для смешанного хора, op. 50a (1949)
- Псалом 130 «De profundis» для смешанного хора, op. 50b (1949—1950)
- «Современный псалом» (Modern psalm) для чтеца, смешанного хора и оркестра op. 50c (1950, не закончен)
- «Моисей и Аарон» (Moses und Aron). Опера в трёх действиях (1930—1950, не закончена)
- «Песни кабаре» (Brettl-Lieder). 8 песен для сопрано и фп. (без опуса)

## Музыковедческие работы
- Шёнберг А. Стиль и мысль. Статьи и материалы / Сост., пер., коммент. Н. О. Власовой и О. В. Лосевой. М., 2006. ISBN 5-85285-838-2
- Schoenberg, Arnold. Structural Functions of Harmony. (Перевод Леонарда Штайна) New York, London: W. W. Norton and Company. 1954, 1969 (revised). ISBN 0-393-00478-3.
- Schoenberg, Arnold (translated by Roy E. Carter). Harmonielehre (translated title Theory of Harmony). Berkeley, Los Angeles: University of California Press. Originally published 1911. Translation based on Third Ed. of 1922, published 1978. ISBN 0-520-04945-4.
- Schoenberg, Arnold (edited by Leonard Stein). Style and Idea. London : London, Faber & Faber 1975. ISBN 0-520-05294-3. Some translations by Leo Black; this is an expanded edition of the 1950 Philosophical Library (New York) publication edited by Dika Newlin. The volume carries the note Several of the essays...were originally written in German and translated by Dika Newlin in both editions.
- Schoenberg, Arnold (edited by Gerald Strang and Leonard Stein). Fundamentals of Musical Composition. Belmont Music Publishers
- Schoenberg, Arnold. Die Grundlagen der musikalischen Komposition. Universal Edition
- Schoenberg, Arnold. Preliminary Exercises in Counterpoint. Los Angeles: Belmont Music Publishers 2003